# 侧链
侧链指有机分子完整结构上的侧支，所以又可称之为“支链”。

## 分类
- 短支链：含二到三个结构单元的侧链
- 长支链：含三个以上结构单元的侧链

## 作用
侧链可降低分子结构的规整度，导致其不易结晶。并可相对地降低该分子所代表的物质的熔点、沸点。
通常情况下，侧链与分子本身的长链的连接处的化学键易发生断裂，从而体现相应的化学性质。如果侧链为某些类别物质的官能团，并且如果与之相连的部分也是官能团的话，他们会产生互相作用，各自的化学性质都会受到对方影响，导致本该有的化学性质不再体现出来。